# Gravesend
Gravesend este un oraș în comitatul Kent, regiunea South East, Anglia. Orașul se află în districtul Gravesham a cărui reședință este. Prin el trece râul Tamisa.

## Personalități născute aici
- Sir Derek Harold Richard Barton (1918 - 1998), chimist, laureat Nobel pentru Chimie.